# Jonas Karlsson (skådespelare)
Sven Bert Jonas Karlsson, född 11 mars 1971 i Salems församling, Stockholms län, är en svensk skådespelare, dramatiker och författare.

## Skådespelarkarriär
Karlsson växte upp i ett arbetarhem på Värmdö och började som barn vid Miniteatern. Som tioåring gjorde han sin första filmroll som ett barnhemsbarn i Olle Hellboms Rasmus på luffen (1981). Han gick gymnasiet på ekonomilinjen vid Nacka gymnasium, en utbildning han dock avbröt för att i stället börja vid Södra Latins teaterlinje. Under skoltiden medverkade Karlsson i TV-serierna Amforans gåta, Facklorna, Osynlig närvaro och filmen Dyningar (samtliga 1991). Under denna tid var Karlsson även verksam som rockmusiker i bandet Trinity and His Horsemen.
Under de nästkommande åren kom Karlsson ofta att gestalta problemtyngda ungdomar på glid, bland annat i rollen som Per i Härifrån till Kim (1993), Ajax i Rederiet (1994) och den unge nynazisten Tobbe i 30:e november (1995). För den sistnämnda nominerades han till en Guldbagge för "bästa manliga biroll". Karlsson fortsatte att medverka i filmer och TV-serier samtidigt som han utbildade sig vid Teaterhögskolan i Stockholm 1994–1998.

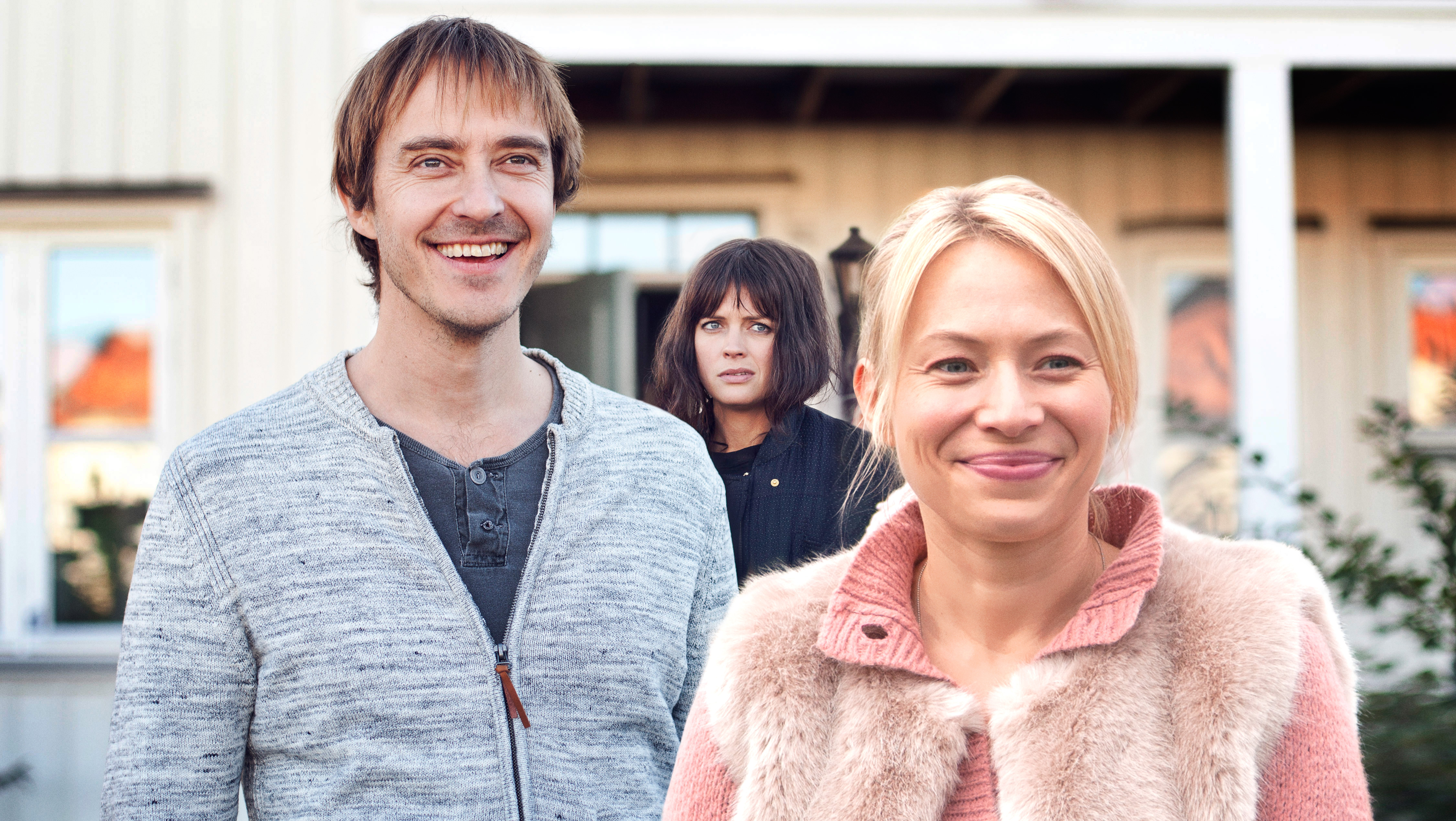
Jonas Karlsson tillsammans med Josephine Bornebusch och Frida Hallgren i filmen Hallonbåtsflyktingen (2013).

År 2001 gjorde han en uppmärksammad roll som kung Gustav III i Gustav III:s äktenskap och samma år spelade han huvudrollen med Johanna Sällström i Hans och hennes. Huvudroller följde i Miffo (2003), Detaljer (2003) och TV-serien Danslärarens återkomst (2004). För sina insatser i Detaljer tilldelades Karlsson en Guldbagge i kategorin "bästa manliga huvudroll". Ytterligare huvudroller följde i Offside (2006, Karlsson Guldbaggenominerad), Den man älskar (2007, Karlsson Guldbaggenominerad), rollen som August Strindberg i August (2007), Mannen under trappan (2009), Cockpit (2012), En pilgrims död (2013) och rollen som Hannes Råstam i Quick (2019, Karlsson Guldbaggenominerad). För sina insatser som pappa Tyko Jonsson i Sagan om Karl-Bertil Jonssons julafton (2021) tilldelades Karlsson sin andra Guldbagge för "bästa manliga huvudroll".
Utöver filmer och TV-serier har Karlsson även medverkat i en rad teateruppsättningar. Han tillhör Kungliga Dramatiska Teaterns fasta ensemble och har där medverkat i tolv uppsättningar. Hans första medverkan var 1998 i Råttfångaren och särskilt uppmärksammad blev han för huvudrollen i Woyzeck (2003). Utöver Dramaten har han medverkat i En midsommarnattsdröm på Orionteatern, Lars Noréns Rumäner på Plaza, Cabaret på Parkteatern, Stockholms Stadsteater samt olika uppsättningar på Teaterhögskolan i Stockholm.

## Dramatik, regi och manusförfattande
Karlsson skrev och regisserade TV-serierna Toalett (1993-1994) och Bra front (1994-1995), vilka sändes inom ramen för TV-programmet Elbyl. 2001 skrev han och regisserade pjäsen För kärleks skull på Dramaten tillsammans med Fredrik Meyer och 2005 Nattpromenad, vilken sattes upp på Stockholms stadsteater. Denna följdes upp av 2009 års Mellanrum.

## Författarskap
Som författare har Karlsson primärt inriktat sig på att skriva noveller. I en intervju med den numera nedlagda litteratursajten Nittonde stolen förklarade Karlsson att han alltid har tyckt om novellformatet och jämförde detta med kortfilmer. Han debuterade 2007 med novellsamlingen Det andra målet, utgiven på förlaget Wahlström & Widstrand. När Karlsson skickade sitt manus till förlaget mottogs han först med skepsis, där förläggaren menade att noveller var svårsålda. Efter att ha läst verket ändrade förlaget dock sig och valde att ge ut det. Flera av novellerna var metalitterära, vilket innebär att de hänger samman, detta då flera figurer och scener återkommer i flera noveller. Samlingen fick bra recensioner. Det andra målet har filmatiserats och hade premiär 2014, se Stockholm Stories.
Debuten följdes av Den perfekte vännen (2009), Spår i snön (novell, 2011) och Spelreglerna (2011). Hans romandebut, God jul, kom ut i november 2013. År 2015 kom kortromanen Jag är en tjuv.
Jonas Karlsson har även varit Sommarpratare två gånger, i juli 2005 och i juli 2021.

## Filmografi

### Film
- 1981 – Rasmus på luffen (film)
- 1991 – Dyningar
- 1993 – Härifrån till Kim
- 1993 – Sökarna
- 1995 – 30:e november
- 1995 – Chewing Gum (kortfilm)
- 1996 – Hjältar
- 1996 – Juloratoriet
- 1997 – Innan det fortsätter (kortfilm)
- 1999 – Tsatsiki, morsan och polisen
- 2000 – Det blir aldrig som man tänkt sig
- 2000 – Livet är en schlager
- 2001 – Blå måndag
- 2001 – Hans och hennes
- 2001 – Klonkadonka! (röst, kortfilm)
- 2001 – Om inte
- 2002 – Släkt & vänner
- 2002 – Tempo
- 2003 – Miffo
- 2003 – Detaljer
- 2004 – Barnavännen
- 2004 – Glömskans brev
- 2004 – Håkan Bråkan & Josef (röst som Josef)
- 2004 – Strings (röst som Hal i den svenska versionen)
- 2005 – Bang Bang Orangutang
- 2005 – Doxa
- 2005 – Kim Novak badade aldrig i Genesarets sjö
- 2006 – Den sista hunden i Rwanda (kortfilm)
- 2006 – Offside
- 2006 – Storm
- 2007 – Den man älskar
- 2008 – Rocky (röst som Rocky)
- 2009 – Scener ur ett kändisskap
- 2010 – Ond tro
- 2012 – Cockpit
- 2014 – Stockholm Stories
- 2014 – Jag stannar tiden (röst)
- 2014 – Hallonbåtsflyktingen
- 2015 – Beck – Rum 302
- 2015 – Beck – Familjen
- 2015 – Beck – Invasionen
- 2015 – Beck – Sjukhusmorden
- 2016 – Beck – Gunvald
- 2016 – Beck – Steinar
- 2016 – Beck – Vägs ände
- 2016 – Beck – Sista dagen
- 2016 – Bamse och häxans dotter (röst som Krösus Sork)
- 2017 – Snömannen
- 2017 – All inclusive
- 2018 – Beck – Ditt eget blod
- 2018 – Ted – För kärlekens skull
- 2018 – Beck – Den tunna isen
- 2018 – Beck – Utan uppsåt
- 2018 – Beck – Djävulens advokat
- 2018 – Lasse-Majas detektivbyrå – Det första mysteriet
- 2019 – Quick
- 2019 – En del av mitt hjärta
- 2020 – Beck – Undercover
- 2020 – Beck – Utom rimligt tvivel
- 2021 – Beck – Döden i Samarra
- 2021 – Beck – Den förlorade sonen
- 2021 – Sagan om Karl-Bertil Jonssons julafton
- 2021 – Beck – Ett nytt liv
- 2022 – Beck – Rage Room
- 2022 – Beck – 58 minuter
- 2022 – Beck – Den gråtande polisen
- 2022 – Beck – Dödsfällan
- 2023 – Beck – Quid Pro Quo
- 2023 – Beck – Inferno
- 2023 – Tillsammans 99
- 2023 – Ett sista race
- 2024 – Jönssonligan kommer tillbaka
- 2025 – Regnmannen

### TV
- 1991 – Amforans gåta (TV-serie)
- 1991 – Facklorna
- 1991 – Osynlig närvaro (TV-serie)
- 1993 – Snoken (TV-serie)
- 1994 – Klick
- 1994 – Rederiet (TV-serie)
- 1995 – Anmäld försvunnen (TV-serie)
- 1995 – Knesset (TV-serie)
- 1997 – Hammarkullen (TV-serie)
- 1997 – Tartuffe - hycklaren
- 1998 – Längtans blåa blomma (TV-serie)
- 1998 – S:t Mikael (TV-serie)
- 1999 – Julens hjältar (TV-serie)
- 2000 – Brottsvåg (TV-serie)
- 2000 – Jesus lever
- 2000 – Pistvakt – En vintersaga (TV-serie)
- 2000 – Soldater i månsken (TV-serie)
- 2001 – Bekännelsen
- 2001 – Gustav III:s äktenskap (TV-serie)
- 2004 – Danslärarens återkomst (TV-serie)
- 2004 – Om Stig Petrés hemlighet (TV-serie)
- 2006 – En uppstoppad hund
- 2006 – LasseMajas detektivbyrå (TV-serie)
- 2007 – August (TV-serie)
- 2008 – Kommissarien och havet - Den inre kretsen (TV-serie)
- 2009 – Mannen under trappan (TV-serie)
- 2011 – Solsidan (TV-serie)
- 2013 – En pilgrims död (TV-serie)
- 2013 – Molanders (TV-serie)
- 2014 – Welcome to Sweden (TV-serie)
- 2014 – Den fjärde mannen (TV-serie)
- 2015 – Boy Machine (TV-serie)
- 2016 – Black Mirror (TV-serie)
- 2017–2021 – Sommaren med släkten (TV-serie)
- 2018 – Sthlm Rekviem (TV-serie)
- 2019 – Hellenius hörna (TV-serie)
- 2022 – Harmonica (TV-serie)
- 2022 – Nattryttarna (TV-serie)
- 2023 – Kapningen (TV-serie)
- 2024 – Doktrinen (TV-serie)
- 2026 – Vaka (TV-serie)
- 2025 – Koka björn (TV-serie)
- 2026 – The Storm

## Teater

### Roller (ej komplett)
| År   | Roll                 | Produktion                                                | Regi                 | Teater                                    |
| ---- | -------------------- | --------------------------------------------------------- | -------------------- | ----------------------------------------- |
| 1995 | Lysander             | En midsommarnattsdröm William Shakespeare                 | Peter Oskarson Ma Ke | Orionteatern/ Teaterhögskolan i Stockholm |
| 1997 | Cliff Bradshaw       | Cabaret John Kander, Fred Ebb, Joe Masteroff              | Åsa Kalmér           | Parkteatern                               |
| 1998 | Daisy                | En uppstoppad hund Staffan Göthe                          | Ragnar Lyth          | Teaterhögskolan i Stockholm               |
| 1998 | Klumpfot             | Råttfångaren Rikard Bergqvist                             | Agneta Ehrensvärd    | Dramaten                                  |
| 1998 | Sam                  | Rabarbers Maria Blom                                      | Maria Blom           | Stockholms stadsteater                    |
| 2000 | Joda Ylle Soda Pluto | Sårskorpor Maria Blom                                     | Maria Blom           | Stockholms stadsteater                    |
| 2000 | Filostrat Puck       | En midsommarnattsdröm William Shakespeare                 | John Caird           | Dramaten                                  |
| 2003 | Woyzeck              | Woyzeck Georg Büchner                                     | Stefan Larsson       | Dramaten                                  |
| 2003 | Estragon             | I väntan på Godot Samuel Beckett                          | Birgitta Englin      | Dramaten                                  |
| 2005 | Erik XIV             | Erik XIV August Strindberg                                | Lennart Hjulström    | Stockholms stadsteater                    |
| 2006 | Edmund Tyrone        | Lång dags färd mot natt Eugene O'Neill                    | Stefan Larsson       | Dramaten                                  |
| 2008 | Medverkande          | Snurra min jord hyllningsföreställning till Lars Forssell | Lars Löfgren         | Vasateatern                               |
| 2008 | Mäster Olof          | Mäster Olof August Strindberg                             | Lennart Hjulström    | Stockholms stadsteater                    |
| 2009 | Johan                | Scener ur ett äktenskap Ingmar Bergman                    | Stefan Larsson       | Dramaten                                  |
| 2010 | Caliban              | Stormen William Shakespeare                               | John Caird           | Dramaten                                  |
| 2011 | Hamlet               | Hamlet William Shakespeare                                | Stefan Larsson       | Aarhus Teater                             |
| 2012 | Gustav Ekdahl        | Fanny och Alexander Ingmar Bergman                        | Stefan Larsson       | Dramaten                                  |
| 2013 | Charlie Babitt       | Rain Man Dan Gordon                                       | Emma Bucht           | Rival                                     |
| 2014 | Rikard III           | Rickard III William Shakespeare                           | Stefan Larsson       | Dramaten                                  |
| 2015 | Professor Marcus     | Ladykillers Graham Linehan                                | Emma Bucht           | Oscarsteatern                             |
| 2017 | Rikard III           | Rickard III William Shakespeare                           | Stefan Larsson       | Dramaten                                  |
| 2019 | Estragon             | I väntan på Godot Samuel Beckett                          | Karl Dunér           | Dramaten                                  |
| 2021 | Charlie Babbitt      | Rain Man Dan Gordon                                       | Emma Bucht           | Oscarsteatern                             |
| 2022 |                      |                                                           | Martin Wallström     |                                           |
| 2023 |                      |                                                           | Peter Haber          |                                           |

## Priser och utmärkelser
- 2002 – Kurt Linders stipendium
- 2002 – Pris för ”bästa roll” vid en teaterfestival i Reims
- 2002 – Teaterförbundets Daniel Engdahl-stipendium
- 2004 – Guldbagge (i kategorin ”Bästa manliga huvudroll” för Detaljer)
- 2009 – Expressens teaterpris
- 2017 – O'Neill-stipendiet
- 2018 – Ludvig Nordström-priset (för hans noveller)
- 2021 – Guldbagge (i kategorin ”Bästa manliga huvudroll” för Sagan om Karl-Bertil Jonssons julafton)

Därtill har han nominerats till flera priser, dock utan att vinna. Dessa är:
- 1996 – Guldbagge (i kategorin ”bästa manliga biroll” för 30:e november)
- 2007 – Guldbagge (i kategorin ”bästa manliga huvudroll” för Offside)
- 2008 – Guldbagge (i kategorin ”bästa manliga huvudroll” för Den man älskar)